# Staurakios (Sohn Michaels I.)
Staurakios (mittelgriechisch Σταυράκιος; * zwischen 793 und 797; † vor 11. Juli 813 wohl in Konstantinopel) war vom 25. Dezember 811 bis zu seinem Tod byzantinischer Mitkaiser.

## Leben
Staurakios war der zweitälteste Sohn des Kuropalates und späteren Kaisers Michael Rhangabe und der Prokopia, einer Tochter Nikephoros’ I. Er hatte zwei Brüder Theophylaktos und Niketas (der spätere Patriarch Ignatios) sowie zwei Schwestern Georgo und Theophano. 
Michael Rhangabe wurde Anfang Oktober 811 in einer Revolte gegen seinen Schwager Staurakios zum Basileus erhoben. Damit avancierte der jüngere Staurakios hinter seinem älteren Bruder Theophylaktos zum Thronfolger. Der Vita Ignatii zufolge wurde er zusammen mit diesem am 25. Dezember 811 in der Hagia Sophia zum Mitkaiser gekrönt. 
Am 11. Juli 813 riefen die Truppen vor der Hauptstadt den Strategen des Themas Anatolikon Leon zum Kaiser aus. Michael I. dankte ab und trat in den Mönchsstand, desgleichen Theophylaktos, der ebenso wie Niketas zwangsweise kastriert wurde. Staurakios war zu diesem Zeitpunkt bereits tot.